# Chilelopsis
Genre
Synonymes
- Flamencopsis Goloboff, 1995

Chilelopsis est un genre d'araignées mygalomorphes de la famille des Pycnothelidae.

## Distribution
Les espèces de ce genre sont endémiques du Chili. Elles se rencontrent dans les régions d'Atacama et de Coquimbo.

## Liste des espèces
Selon World Spider Catalog (version 23.0, 24/02/2022) :
- Chilelopsis calderoni Goloboff, 1995
- Chilelopsis minima (Goloboff, 1995)
- Chilelopsis puertoviejo Goloboff, 1995
- Chilelopsis serena Goloboff, 1995

## Systématique et taxinomie
Ce genre a été décrit par Goloboff en 1995 dans les Nemesiidae. Il est placé dans les Pycnothelidae par Montes de Oca, Indicatti, Opatova, Almeida, Pérez-Miles et Bond en 2022.
Flamencopsis a été placée en synonymie par Montes de Oca, Indicatti, Opatova, Almeida, Pérez-Miles et Bond en 2022.

## Publication originale
- Goloboff, 1995 : « A revision of the South American spiders of the family Nemesiidae (Araneae, Mygalomorphae). Part 1: species from Peru, Chile, Argentina, and Uruguay. » Bulletin of the American Museum of Natural History, no 224, p. 1-189 (texte intégral).